# Smashing the Spy Ring
Smashing the Spy Ring és una pel·lícula dramàtica estatunidenca de 1938, dirigida per Christy Cabanne. És protagonitzada per Ralph Bellamy, Fay Wray i Regis Toomey, i es va estrenar el 29 de desembre de 1938.

## Argument
Els agents secrets encoberts John Baxter i Ted Hall detenen un espia estranger en una fàbrica, però aquest mort. Són traslladats a Washington DC per treballar amb Phil Dunlap per trencar una xarxa d'espies, però Phil és assassinat ràpidament. La germana de Phil, Eleanor, accepta ajudar a acabar el treball. Durant les proves d'una nova arma química, Ted fingeix la seva mort mentre John es fa passar per l'inventor del gas, el professor Leonard, i fingeix un col·lapse mental. John i Eleanor, que pretenen ser les germanes d'en Leonard, ingressen al sanatori de la xarxa d'espies per recollir informació, però són descoberts i capturats. S'escapen llançant àcid del laboratori als seus captors abans que el Departament de Policia Metropolitana de Washington DC envolti l'edifici. John i Eleanor es comprometen, i en Ted comença a escriure una novel·la basada en l'aventura.

## Repartiment
- Ralph Bellamy com John Baxter
- Fay Wray com Eleanor Dunlap
- Regis Toomey com Ted Hall
- Walter Kingsford com Dr. L. B. Carter
- Ann Doran com Madelon Martin
- Warren Hull com Phil Dunlap
- Lorna Gray com Miss Loring
- Bess Flowers com Mrs. Austin
- John Tyrrell com Johnson